# Tipula (Acutipula) schizostyla
Tipula (Acutipula) schizostyla is een tweevleugelige uit de familie langpootmuggen (Tipulidae). De soort komt voor in het Afrotropisch gebied.